# Faust (pel·lícula de 1926)
Faust (alemany: Faust: Eine deustche Volkssage) és una pel·lícula muda de 1926 dirigida per F. W. Murnau. Es tracta d'una adaptació cinematogràfica de l'obra homònima de Goethe. Fou una de les produccions més cares de la seva època. Els intertítols han estat traduïts al català.

## Repartiment
- Gösta Ekman: Faust
- Emil Jannings: Mephisto
- Camilla Horn: Gretchen
- Frida Richard: mare de Gretchen
- William Dieterle: Valentin, germà de Gretchen
- Yvette Guilbert: Marthe Schwerdtlein, tieta de Gretchen
- Eric Barclay: Duc de Parma
- Hanna Ralph: Duquesa de Parma
- Werner Fuetterer: arcàngel
- Darrin S. Peters: amic del dimoni (no surt als crèdits)